# Іон Негулеску
Іон Негулеску (1 квітня 1887, Турну-Магуреле — 1 квітня 1949, в'язниця Джілава) — видатний румунський генерал, учасник Першої та Другої світових воєн, який обіймав посаду Військового міністра в уряді генерала Ніколає Редеску з 6 грудня 1944 по 28 лютого 1945.

## Біографія
Іон Негулеску народився 1 квітня 1887 року в місті Турну-Магуреле. У 1908 році після закінчення військової школи став підпоручиком, в 1911 році — поручиком, а в 1916 році — капітаном. Під час Першої світової війни він командував важкою артилерійською батареєю і у 1917 році отримав звання майора. Надалі під час проходження служби він отримав звання підполковника в 1923 році, полковника в 1929 році і бригадного генерала в 1937 році. У 1929 році він служив військовим аташе в Німеччині.
8 червня 1940 року Іону Негулеску було надано звання генерал-майора, а 18 липня 1942 року — звання генерал-лейтенанта.
З 4 червня 1941 року по 6 грудня 1944 року Негулеску перебував на посаді командувача Корпусу охорони кордону, захищаючи буковинські села від пограбувань, зґвалтувань і знищення радянськими солдатами та заохочуючи рух опору в районі.
З 6 грудня 1944 року по 28 лютого 1945 року він обіймав посаду Військового міністра в уряді генерала Ніколае Редеску.
Після приходу до влади уряду Петру Грози, Іон Негулеску, який мав звання корпусного генерала, разом з іншими генералами був переведений у запас указом № 860 від 24 березня 1945 р. з посиланням на закон № 166, прийнятий указом № 768 від 19 березня 1945 р. «Про переведення зі служби у запас військовослужбовців, надлишкових для потреб комплектування діючих військ».
Іон Негулеску був заарештований 29 грудня 1948 року за звинуваченням у приналежності до антикомуністичної організації «Національний рух опору». Він помер у в'язниці Жилава 1 квітня 1949 року у віці 62 роки.

## Нагороди
У 1940 році був нагороджений орденом «Зірка Румунії» командирського класу.